# Dagmar Pecková

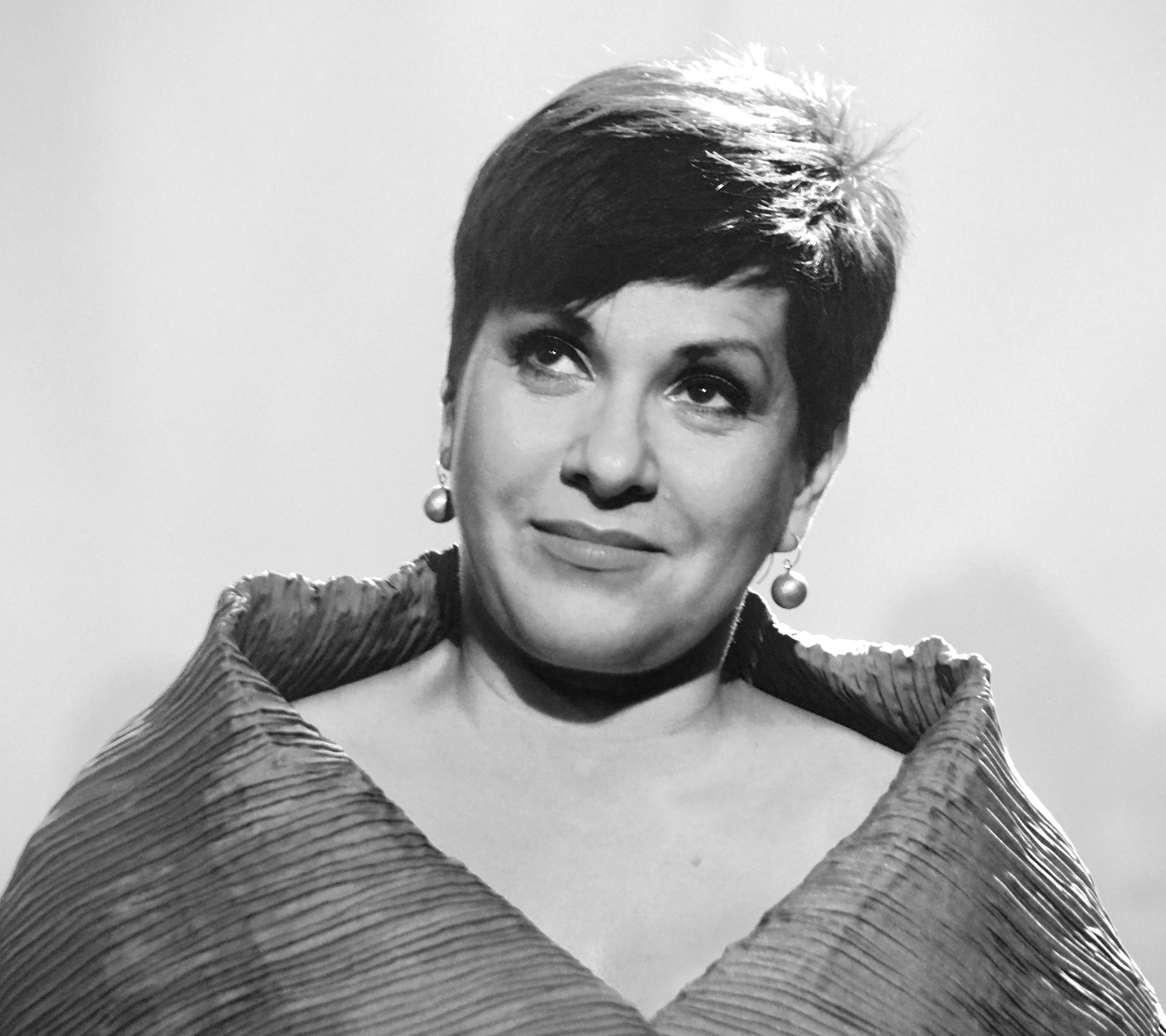
Dagmar Pecková (2014)

Dagmar Pecková (* 4. April 1961 in Medlešice bei Chrudim) ist eine tschechische Opernsängerin (Mezzosopran).

## Leben
Dagmar Pecková absolvierte ihr Gesangsstudium am Prager Konservatorium. Seit 1985 arbeitete sie am Opernstudio der Semperoper. 1989 wechselte sie als Ensemblemitglied an die Staatsoper Berlin. Pecková ist unter anderem bei den Salzburger Festspielen, an der Bayerischen Staatsoper, am Nationaltheater Prag, am Royal Opera House in Covent Garden, der Sächsischen Staatsoper Dresden, der Hamburgischen Staatsoper, am Staatstheater Stuttgart und dem Opernhaus Zürich aufgetreten.
2000 hatte sie eine Rolle in der Uraufführung der Oper L’amour de loin bei den Salzburger Festspielen.
Sie gewann den ersten Preis beim Prager Frühling und beim Dvořák-Wettbewerb sowie 1999 auch den Thalia-Preis.
Pecková ist mit einem Deutschen verheiratet und lebt in Heuweiler bei Freiburg.